# 藍剛
藍剛（1920年—1989年），本名藍文楷，綽號「無頭」，香港警察隊刑事偵緝處前總探長，後淪為香港通緝犯。呂樂、韓森、顏雄、藍剛合稱「四大探長」。

## 生平
藍剛祖籍廣東省潮陽縣達濠鄉，出身於富裕家庭，祖父是洋行買辦，父親藍森碩畢業於拔萃男書院，曾於律師行任職師爺。
藍剛中學時代就讀於聖若瑟書院。畢業後於1944年加入香港警隊，比呂樂晚了四年。
1958年，香港九巴總經理雷瑞德被歹徒挾持，上司當即率領幾名警員入屋營救。劫匪之一是擁有“雙槍虎將”之稱的李卓，此人可以使雙槍，據說有百步穿楊的本事，許多警員聽說要破門入室，便嚇得不敢出聲，藍剛當時只是一名普通警員，他自告奮勇，跟隨上司一起行動，因而受到上級嘉獎以及賞識。
當時抓捕李卓時，還發生一個小插曲，由於李卓槍法奇準，藍剛為免發生槍戰傷及人質，遂勸李卓投降，並答應替他向法官求情，待李卓放監後，就給他打理字花檔，結果不費一槍就抓了李卓。若干年後，藍剛果真對李卓履行承諾可見其人甚有江湖義氣。
1959年藍剛升任深水埗警署高級探目，翌年升任為深水埗警署探長。
1962年藍剛與任油麻地警署探長的呂樂一同獲晉升為總探長，負責九龍區兼及新界區。然而藍剛入行雖晚，升級速度卻奇快的原因是他有一種「拚命三郎」的精神，屢建績效，而且槍法神準，在警隊中素有「神槍手」的美譽。同時藍剛又極具語言天份，精通英語、法語、西班牙語、粵語等七種語言。
1967年警隊對調了藍剛與時任港島區總探長呂樂的轄區，以避免他們「在地生根」、盤根錯節。
1968年藍剛獲英女皇伊莉莎白二世頒予警察獎章。
1969年藍剛意識到警隊正在追查他的貪污，提前退休，以出境旅遊為名，逃至外地避風頭。 1977年2月11日，香港廉政公署因其財富官職不相稱，對其發出通緝令。此後，他未再返回香港，直到1989年因心臟病於泰國逝世，終年69歲。

## 軼事
藍剛嫌其本名「文楷」太文弱，加入香港警隊後，易名「藍剛」。
藍剛個性幽默，不論語言或是動作，皆頗滑稽，尤其喜以弄人取樂。因此，無論是警察抑或黑道之人，都非常喜歡他。由於為人斯文卻又善忘，故得「無頭」花名，意為「無厘頭」的簡稱。
1967年香港左派暴亂，藍剛與警司口角，卻走到雜差房告訴其他刑警：“警司有甚麼了不起啊！再不滿意的話，我就調走他！”
藍剛生性風流，擁有一妻四妾，一度風流的女子更難計數。

## 影視媒體形象
| 年份   | 片名                           | 演員                          |
| 1991年 | 《四大探長》                   | 李修賢                        |
| 1991年 | 《五億探長雷洛傳II之父子情仇》 | 向華強                        |
| 1992年 | 《藍江傳之反飛組風雲》         | 向華強                        |
| 1992年 | 《庙街十二少》                 | 向華強                        |
| 1993年 | 《一代梟雄之三支旗》           | 吳毅將                        |
| 1999年 | 《O記三合會檔案》              | 周德華                        |
| 2009年 | 《金錢帝國》                   | 惠天賜                        |
| 2021年 | 《金錢帝國：追虎擒龍》         | 王文成                        |
| 2023年 | 《風再起時》                   | 梁朝偉（中年） 林耀聲（青年） |

## 相關參見
- 呂樂
- 顏雄
- 韓森
- 葛柏